# Ion (Vorname)
Ion ist ein männlicher Vorname, der vorwiegend in Rumänien und Moldawien als Variante des Namens Ioan vorkommt.
Weitere Varianten des Namens sind Ionel und Ionuț.

## Namensträger
- Ion Antonescu (1882–1946), rumänischer General und Politiker
- Ion Baciu (* 1944), rumänischer Ringer
- Ion Barbu (Mathematiker) (1895–1961), rumänischer Schriftsteller und Mathematiker
- Ion Belaustegui (* 1979), spanischer Handballspieler
- Ion Bogdan (1915–1992), rumänischer Fußballspieler und -trainer und Rechtsanwalt
- Ion C. Brătianu (1821–1891), rumänischer Politiker
- Ion I. C. Brătianu (1864–1927), rumänischer Politiker
- Ion Buzea (* 1934), rumänischer Sänger (Tenor)
- Ion Luca Caragiale (1852–1912), rumänischer Schriftsteller
- Ion Cernea (1936–2025), rumänischer Ringer
- Ion Ciubuc (1943–2018), moldauischer Politiker
- Ion Creangă (1839–1889), rumänischer Schriftsteller
- Ion Dincă (1928–2007), rumänischer General und Politiker
- Ion Draica (* 1958), rumänischer Ringer
- Ion Druță (1928–2023), moldauischer Schriftsteller und Dramatiker
- Ion Dumitrescu (Komponist) (1913–1996), rumänischer Komponist
- Ion Dumitru (* 1950), rumänischer Fußballspieler und -trainer
- Ion Emanuel Florescu (1819–1893), rumänischer General und Politiker
- Ion Geolgău (* 1961), rumänischer Fußballspieler und -trainer
- Ion Ghica (1816–1897), rumänischer Mathematiker und Politiker
- Ion Ansotegui Gorostola (* 1982), spanischer Fußballspieler
- Ion Grigorescu (* 1945), rumänischer Künstler
- Ion Haidu (* 1942), rumänischer Fußballspieler
- Ion Idriess (1889–1979), australischer Schriftsteller
- Ion Iliescu (1930–2025), rumänischer Politiker
- Ion Inculeț (1884–1940), rumänischer Naturwissenschaftler und Politiker
- Ion Ionescu (* 1938), rumänischer Fußballspieler
- Ion Izagirre (* 1989), spanischer Radrennfahrer
- Ion Keith-Falconer (1856–1887), britischer Theologe, Philologe, Missionar und Radrennfahrer
- Ion Lapedatu (1876–1951), rumänischer Politiker und Ökonom
- Ion Lăpușneanu (1908–1994), rumänischer Fußballspieler und -trainer
- Ion Gheorghe Maurer (1902–2000), rumänischer Jurist und  Politiker
- Ion Miles, deutscher Rapper
- Ion Mincu (1852–1912), rumänischer Architekt
- Ion Nicolescu (1943–2012), rumänischer Dichter und Schriftsteller
- Ion Nunweiller (1936–2015), rumänischer Fußballspieler und -trainer
- Ion Oblemenco (1945–1996), rumänischer Fußballspieler und -trainer
- Ion Mihai Pacepa (1928–2021), rumänischer Geheimdienstmitarbeiter
- Ion Panțuru (1934–2016), rumänischer Bobfahrer
- Ion Păun (* 1951), rumänischer Ringer
- Ion Perdicaris (1840–1925), griechisch-amerikanischer Lebemann
- Ion N. Petrovici (1929–2021), deutscher Neurologe
- Ion Rotaru (1924–2006), rumänischer Literaturhistoriker
- Ion Scărlătescu (1872–1922), rumänischer Pianist, Komponist, Lyriker und Dramatiker
- Ion Stratan (1955–2005), rumänischer Lyriker, Literaturkritiker, Essayist und Übersetzer
- Ion Sturza (* 1960), moldauischer Politiker
- Ion Țăranu (1938–2005), rumänischer Ringer
- Ion Timofte (* 1967), rumänischer Fußballspieler
- Ion Țiriac (* 1939), rumänischer Sportler und Geschäftsmann
- Ion Vélez (* 1985), spanischer Fußballspieler
- Ion Vinea (1895–1964), rumänischer Dichter, Schriftsteller und Herausgeber
- Ion Vlădoiu (* 1968), rumänischer Fußballspieler und -trainer
- Ion James Muirhead Williams (1912–2001), südafrikanischer Ingenieur und Botaniker